# Abdallah Deeb
Pour les articles homonymes, voir Deeb.
Abdallah Deeb Salim, né le 10 mars 1987 à Amman, est un footballeur international jordanien. Il évolue au poste d'attaquant au Riffa Club.

## Biographie

### Carrière en club
Abdallah Deeb joue deux matchs en première division belge lors de la saison 2009-2010 avec le club du FC Malines.

### Carrière internationale
Abdallah Deeb est sélectionné en sélection jordanienne pour la Coupe du monde des moins de 20 ans de 2007 qui se déroule au Canada, où il joue tous les matchs en tant que titulaire.
Il est convoqué pour la première fois en sélection par le sélectionneur national Nelo Vingada le 7 septembre 2007 lors d'un match amical contre le Bahreïn pour une victoire de 3-1.
Il dispute deux coupes d'Asie : en 2011 et 2015. Il joue quatre matchs lors de l'édition 2011 : contre le Japon, l'Arabie saoudite, la Syrie et enfin l'Ouzbékistan.
Il participe également à trois championnats d'Asie de l'Ouest : en 2008, 2010 et 2012. Il joue enfin 24 matchs comptant pour les éliminatoires des coupes du monde 2010 et 2014.
Au total il compte 83 sélections et 20 buts en équipe de Jordanie depuis 2007.

## Palmarès

### En club
- Avec Al-Weehdat Amman :
  - Champion de Jordanie en 2007
  - Vainqueur de la Supercoupe de Jordanie en 2005 et 2011

### En sélection nationale
- Finaliste du Championnat d'Asie de l'Ouest en 2008